# 晋屏镇
盘江乡属湖南省嘉禾县下辖乡镇。2012年4月，盘江乡云里村成建制划归广发乡管辖；行政区划调整后，盘江乡辖12个建制村、1个居委会，总面积35.86平方公里，总人口1.27万人。

## 行政区划
盘江乡下辖盘江社区、泉凤村、李家村、邓家村、龙里村、井塘村、朱木山村、帅家村、平田岭村、关冲村、广塘村、长田尾村、宅侯村共计12个行政村、1个社区。